# Wayne Paul Armstrong
Wayne Paul Armstrong (1941) es un taxónomo, y botánico estadounidense, que publica en Madroño (revista).

## Biografía
Ha sido de los científicos que han estudiado y publicado sobre la flora de Estados Unidos. Es un botánico y biólogo. Recientemente se retiró de una carrera de enseñanza en el Palomar Community College. Wayne es autor de una página web inmensamente popular Wayne's Word (Las Palabras de Wayne): libro de texto, en línea, de historia natural en waynesword.palomar.edu.
Vive en San Marcos, al norte del Condado de San Diego.

## Algunas publicaciones
- . 1985. “”

### Libros
- 1979. Ecological and Taxonomic Relationships of Cupressus in Southern California. Ed. California State College at Los Angeles, 248 pp.

- 1977. Biology Laboratory Manual and Workbook. 5ª ed. 245 pp.
- La abreviatura «W.P.Armstr.» se emplea para indicar a Wayne Paul Armstrong como autoridad en la descripción y clasificación científica de los vegetales.[2]